# Cát Lâm (chính khách)
Cát Lâm (tiếng Trung giản thể: 吉林, bính âm Hán ngữ: Jí Lín, sinh tháng 4 năm 1962, người Hán) là chính trị gia nước Cộng hòa Nhân dân Trung Hoa. Ông là Ủy viên dự khuyết Ủy ban Trung ương Đảng Cộng sản Trung Quốc khóa XX, khóa XVIII, khóa XVII, hiện là Bí thư Đảng tổ, Phó Viện trưởng thứ nhất Học viện Chủ nghĩa xã hội Trung ương. Ông từng là Bí thư Đảng tổ, Chủ tịch Chính Hiệp Bắc Kinh; Phó Bí thư Thành ủy Bắc Kinh, Bí thư Ủy ban Chính Pháp; Thường vụ Thành ủy, Phó Thị trưởng Bắc Kinh.
Cát Lâm là đảng viên Đảng Cộng sản Trung Quốc, học vị Cử nhân Luật học, Thạc sĩ Pháp luật Hình sự. Ông có sự nghiệp thời gian dài đều công tác ở Bắc Kinh.

## Xuất thân và giáo dục
Cát Lâm sinh tháng 4 năm 1962 tại Thượng Hải, lớn lên cũng như tốt nghiệp phổ thông ở thành phố này. Vào năm 1981, ông thi đỗ Đại học Nhân dân Trung Quốc, tới thủ đô Bắc Kinh nhập học Khoa Pháp luật của trường vào tháng 9 cùng năm, tốt nghiệp Cử nhân Luật học vào tháng 7 năm 1985. Sau đó, ông thi đỗ cao học và theo học tại khoa, nhận bằng Thạc sĩ Pháp luật Hình sự vào tháng 7 năm 1987. Cát Lâm cũng được kết nạp Đảng Cộng sản Trung Quốc khi là sinh viên ở trưởng Nhân dân vào tháng 5 năm 1984.

## Sự nghiệp
Tháng 7 năm 1987, sau khi nhận bằng thạc sĩ, Cát Lâm bắt đầu sự nghiệp của mình khi được nhận làm cán bộ Đoàn Thanh niên Đại học Nhân dân Trung Quốc. Sau đó, ông được bầu làm Phó Bí thư Đoàn trường từ tháng 12 năm 1988 rồi Bí thư từ tháng 5 năm 1990. Tháng 12 năm 1991, ông được bầu làm Ủy viên Ban Thường vụ Đảng ủy trường, kiêm Bí thư Đoàn trường, chuyển sang làm Bí thư Chi bộ Khoa Pháp luật từ tháng 10 năm 1993. Tháng 8 năm 1994, Cát Lâm được bổ nhiệm làm Phó Bí thư Đoàn Thanh niên Bắc Kinh rồi Bí thư sau đó một năm. Đến tháng 10 năm 1998, ông được điều tới huyện Mật Vân (nay là quận Mật Vân) ở ngoại thành Đông Bắc thành phố, nhậm chức Bí thư Huyện ủy, công tác ở đây cho đến năm 2002.
Tháng 5 năm 2002, Cát Lâm được bầu vào Ban Thường vụ Thành ủy Bắc Kinh, nhậm chức Bí thư Ủy ban Chính Pháp, cấp phó tỉnh, chuyển chức Phó Thị trưởng Bắc Kinh từ tháng 4 năm 2004. Tháng 10 năm 2007, bà được bầu làm Ủy viên dự khuyết của Ủy ban Trung ương Đảng Cộng sản Trung Quốc khóa XVII, trong số 167 Ủy viên dự khuyết. Ông giữ chức vụ Phó Thị trưởng Bắc Kinh cho đến tháng 7 năm 2012, được bầu làm Phó Bí thư Thành ủy, trở lại là Bí thư Ủy ban Chính Pháp. Tháng 11 năm 2012, tại Đại hội Đảng Cộng sản Trung Quốc khóa XVIII, ông tiếp tục được bầu làm Ủy viên dự khuyết Ủy ban Trung ương Đảng Cộng sản Trung Quốc khóa XVIII nhiệm kỳ 2012–17.
Tháng 1 năm 2013, Cát Lâm được chuyển chức bổ nhiệm làm Bí thư Đảng tổ Chính Hiệp, sau đó được bầu làm Chủ tịch Ủy ban Bắc Kinh Hội nghị Hiệp thương Chính trị Nhân dân Trung Quốc khóa XII, cấp chính bộ. Tháng 10 năm 2017, ông không tái đắc cử vị trí Ủy viên dự khuyết Trung ương Đảng, sau đó tiếp tục là Chủ tịch Chính Hiệp Bắc Kinh nhiệm kỳ khóa XIII. Tháng 6 năm 2021, Cát Lâm được điều chuyển tới Học viện Chủ nghĩa xã hội Trung ương, nhậm chức Bí thư Đảng tổ, rồi Phó Viện trưởng thứ nhất học viện này từ ngày 14 tháng 7 cùng năm. Năm 2022, ông được bầu là đại biểu của đoàn cơ quan nhà nước và trung ương dự Đại hội Đảng Cộng sản Trung Quốc lần thứ XX. Trong quá trình bầu cử tại đại hội, ông lần thứ ba được bầu là Ủy viên dự khuyết, lệch một nhiệm kỳ ở khóa XIX, là Ủy viên dự khuyết Ủy ban Trung ương Đảng Cộng sản Trung Quốc khóa XX.